# Metropolis Records
Metropolis Records est un label de musique indépendant et un distributeur basé à Philadelphie, aux États-Unis, spécialisé dans l'industriel, l'EBM, la synthpop, la futurepop, la dark wave et le rock gothique.

## Histoire
Metropolis Records a débuté en 1995 avec des groupes comme Mentallo and the Fixer, Numb ou Front Line Assembly. Le label a mis en place des tournées communes de ses groupes, comme Numb et Front Line Assembly en 1996 et Project Pitchfork et Front 242 en 1998. Il s'est également installé dans des canaux de distribution très divers, permettant un accès commercial plus large pour des groupes au public traditionnellement restreint. Vers la fin de années 1990, Metropolis Records était l'un des labels principaux pour la musique industrielle et l'EBM.

## Artistes
Parmi les artistes ou groupes ayant signé avec Metropolis Records :
- Angelspit
- Apoptygma Berzerk
- Assemblage 23
- The Birthday Massacre
- Combichrist
- Covenant
- Diary of Dreams
- Diva Destruction
- Dope Stars Inc.
- Doubting Thomas
- Front 242
- Front Line Assembly
- Gary Numan
- Icon of Coil
- Juno Reactor
- Julien-K
- KMFDM
- Mentallo and the Fixer
- Mindless Self Indulgence
- Noise Unit
- Numb
- PIG
- Psyclon Nine
- Suicide Commando
- Velvet Acid Christ
- VNV Nation
- :Wumpscut:

## Distribution
Parmi les labels distribués par l'intermédiaire de Metropolis Records :
- A Different Drum
- Alfa-Matrix,
- Cleopatra Records
- DSBP
- KMFDM Records
- Projekt Records
- Strange Ways Records
- WTII Records